# أحمد العطاس
أحمد العطاس (مواليد 28 سبتمبر 1995، لاعب كرة قدم إماراتي دولي يجيد اللعب في الهجوم مع نادي الظفرة الإماراتي .
هو الابن البكر للاعب كرة الطائرة لمنتخب الإمارات ونادي الجزيرة محمد العطاس سابقاً وافضل معد في الخليج، ترعرع احمد في منزل رياضي بالفطرة وتدرج في اكاديمية نادي الجزيرة حتى صيف 2018 وانتقل بعدها إلى نادي شباب الأهلي حتى 2021 وأعير إلى نادي النصر مطلع عام 2020 وبعدها انتقل لنادي الشارقة في صيف 2021 بعقد لثلاثة مواسم لكنه فسخ عقده بالتراضي بعد 6 شهور رغبة منه للعودة لبيته الجزيرة و انتقل بعدها إلى نادي الظفرة.
سجل 10 اهداف في مباراة واحدة في الرديف مع الجزيرة في 2017 ضد فريق الظفرة في اخر جولة بدوري الرديف ليخطف بذلك لقب الهداف تحت 21
مثل المنتخبات الوطنية من المراحل وحتى المنتخب الأول ويعتبر من اللاعبين المواطنين الموهوبين ويحظى بثقة الاندية الكبيرة لكن رغبة في العودة في ميركاتو 2022 وبالتحديد في شهر يناير حسمت الامر ليلعب أول مباراة مع فريقه الجزيرة بعد يوم واحد فقط من قيده ضد الوصل ليتفاجئ الجميع بحصولة على نجم المباراة بصناعة اربع فرص محققة وصناعة هدفين وانقاذ حاسم من تحت خط مرمى فريقة ويتعمد شهادة ميلاده مع فريقه من جديد

## روابط خارجية
- أحمد العطاس على موقع قاعدة بيانات كرة القدم.إي يو (الإنجليزية)
- أحمد العطاس على موقع ناشيونال فوتبول تيمز (الإنجليزية)
- أحمد العطاس على موقع Soccerway.com (الإنجليزية)